# Tibor Ivanišević
Tibor Ivanišević (Mostar, 16 de agosto de 1990) es un jugador de balonmano serbio que juega de portero en el Frisch Auf Göppingen de la Bundesliga. Es internacional con la selección de balonmano de Serbia.
Destacó como portero en la Liga de Campeones de la EHF 2017-18, tras parar siete penaltis de forma consecutiva ante el Motor Zaporozhye, contribuyendo así a la clasificación del Skjern HB para la fase final de la competición.

## Palmarés

### Skjern
- Liga danesa de balonmano (1): 2018

## Clubes
- Gyöngyösi KK ( -2017)
- Skjern HB (2017-2018)
- HSG Wetzlar (2018-2022)
- VfL Gummersbach (2022-2024)
- Frisch Auf Göppingen (2024- )